# Thorup Strand

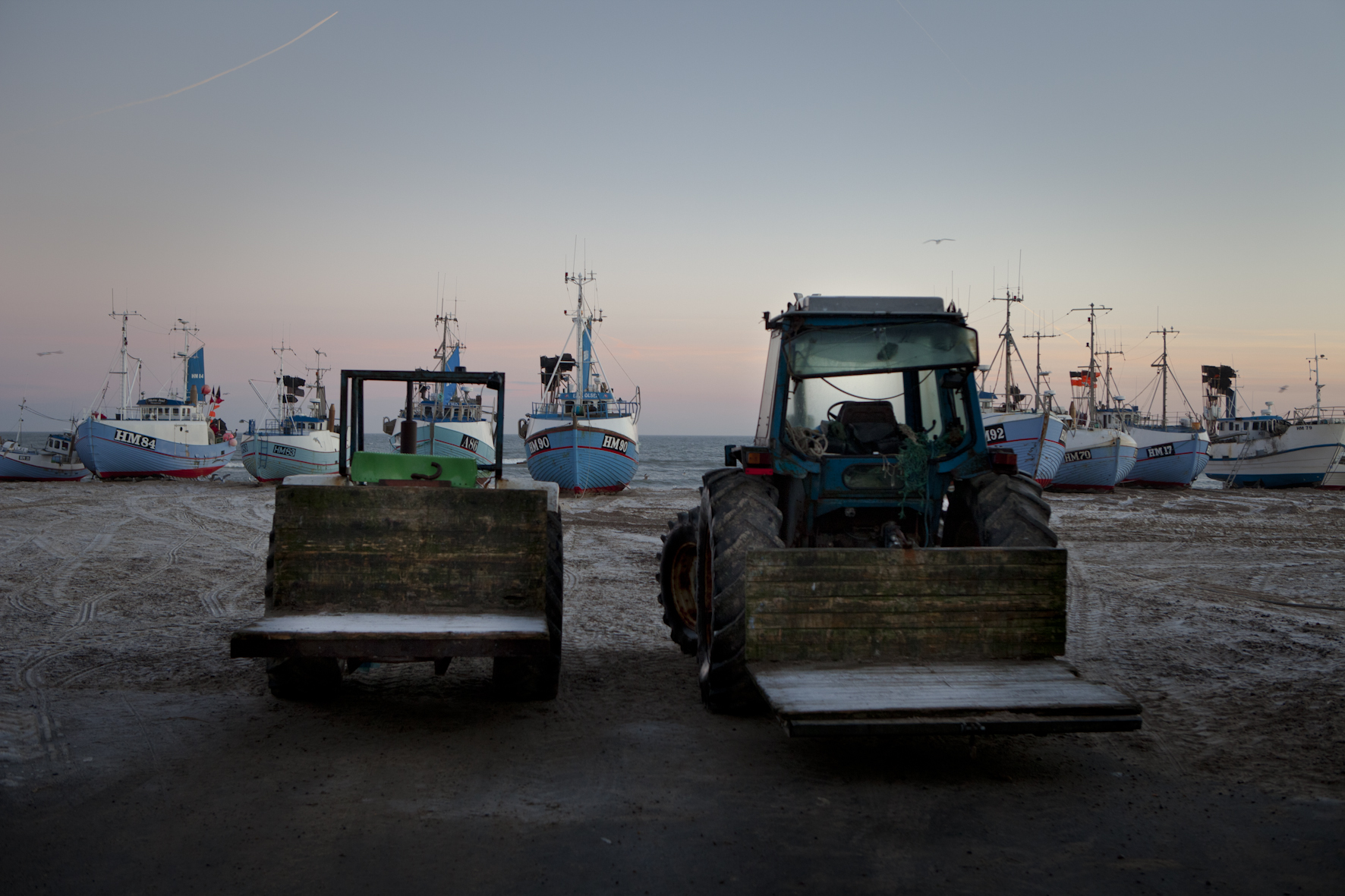
Thorup Strand, 2013

Thorup Strand, eller Torup Strand, är ett danskt fiskeläge vid Skagerrak i Jammerbugts kommun på Nordjylland, omkring fyra kilometer norr om orten Vester Torup. Thorup Strand har ett par hundra permanent boende och många sommarboende.
Thorup Strand är en av Europas största landningsplatser för båtar med omkring 20 fiskebåtar och omkring 40 engagerade fiskare. Fiskeläget är också ett av få ställen på den jylländska västkusten som fortfarande har yrkesmässigt fiske med fiskebåtar som opereras från en öppen strand. Båtarna spelas ut i Jammerbugt av ett mekaniskt spel, som drivs av spelhuset på land med en vajer som är fäst ute i vatten. För att dra båtarna på land används kraftiga arbetsfordon. Fisket sker i första hand med snurrevad.

## Historik
Thorup Strand har bedrivit skuthandel med Norge sedan början av 1700-talet, då också den första bebyggelsen av lagerbyggnader uppstod. Åren 1713–1914 flyttade två skuthandlare till Thorup Strand från Arup respektive Klitmøller längre söderut på Jyllands nordvästkust. En av gårdarna, Strandgården, finns kvar idag.

## Thorup Strand Redningsstation
Thorup Strand Redningsstation inrättades 1857 på Thorup Strand med både räddningsbåt och raketapparat. Ett första båthus uppfördes då, och ett nytt stråtakförsett båthus uppfördes 1887, senare försett med skiffertak. Detta användes till 1966, då ett nytt byggdes närmare kusten. Nuvarande 25 meter långa och 9 meter breda stationshus i trä med loftvåning uppfördes av Farvandsvæsenet 2005 öster om nedfarten till stranden. De tidigare båthusen från 1887 och 1966 är bevarade och används idag för andra ändamål.
Thorup Strand har haft fler roddräddningsbåtar och fick 1964 sin första motorräddningsbåt, MRB 12. Den har sedan haft ett flertal motorräddningsbåtar, som bytts med korta intervaller. Stationen utrustades 2005 med nybyggda LRB 20, en "Lettere redningsbåt" av kanadensisk tillverkning, med två motorer på sammanlagt 890 hk och en högsta hastighet på knappt 40 knop. Båten dras ned till sandstranden samt sjösätts av en traktor.